# Gregg L. Semenza
Gregg Leonard Semenza (12 de julho de 1956) é um médico e oncologista estadunidense. Trabalha na Johns Hopkins School of Medicine. Recebeu o Nobel de Fisiologia ou Medicina de 2019, juntamente com William Kaelin  Jr. e Peter J. Ratcliffe.

## Prêmios selecionados
- 2010: Prêmio Internacional da Fundação Gairdner
- 2014: Prêmio Wiley de Ciências Biomédicas
- 2016: Prêmio Albert Lasker de Pesquisa Médica Básica
- 2019: Nobel de Fisiologia ou Medicina